# Роги (Україна)
Роги́ — село в Україні, в Уманському районі Черкаської області, у складі Маньківської селищної громади. Розташоване за 18 км на південний схід від селища Маньківка, за 12 км від залізничної станції Поташ та за 18 км від автошляху М05. Населення становить 1105 осіб.

## Історія
Село відоме з середини XVII століття.

Церква Івана Богослова

У 1765 році в селі закладено й освячено на новому місці животівським уніатом — протопопом Василем Кремезовичем — церкву святого Івана Богослова, яка приєднана з унії до православ'я в 1768 році. У 1775 році тут налічувалося 100 дворів та 110 хат. Церква діє й нині. У 1795 році тут мешкало 283 чоловіки та 244 жінки, які займали 110 будинків, діяла церква та млин.

У 1864 році Лаврентій Похилевич писав: 
|  | Роги, село в 4-х верстах от Косеновки. Жителей обоего пола 1210; земли 3005 десятин. Принадлежит титулярному советнику Льву Доминикивичу Русецкому. Церковь Богословская, деревянная, 5-го класса, земли имеет 63 десятини, построена 1780 года. |

У 1900 році в селі Роги, де протікала річка Ревуха, а ставок належав власниці поміщиці Вінницькій; тут було 340 дворів, а мешканців значилося: чоловіків — 1048, жінок — 946. На той час у селі діяли: церква, школа грамоти, два водяних млини та сім вітряків.
У 1905 році село Роги відносилося до Тальнівської волості Уманського повіту Київської губернії, у землекористуванні знаходилося 2941 десятина; на той час у селі було 369 дворів.
364 жителі Рогів були на фронтах Другої світової війни, із них: 197 — загинуло в боях, 105 — нагороджено бойовими орденами й медалями. У 1955 році на Братській могилі, де похований 531 воїн, що відвойовували село у нацистів, встановлено пам'ятник; у 1968-му — обеліск Слави односельцям, які занинули на фронті.
У центрі села була розміщена контора колгоспу «Прогрес», за яким було закріплено 2789 гектарів сільськогосподарських угідь, в тому числі 2646,9 га орної землі. В господарстві вирощували зернові і технічні культури, було розвинуте м'ясо-молочне тваринництво. У селі працювала восьмирічна школа, будинок культури, бібліотека з фондом 9,3 тисяч книг, медичний пункт, дитячий садок, відділення зв'язку, ощадна каса, три магазини. За високі показники виробництва багато трудівників села удостоєні високих урядових нагород, серед них: комбайнер Іван Іларіонович Жук, доярка Василина Тихонівна Ковбасюк, голова колгоспу Петро Юхимович Бабій.
У 1993 році на кошти громадян села встановлено пам'ятний знак жертвам Голодомору.
На околиці села виявлено два поселення трипільської культури, поселення доби бронзи, два черняхівської культури та п'ять курганів.

## Пам'ятки

Корчма 18 ст.

- Руїни мурованої корчми 18 століття. Пам'ятка архітектури.[2]

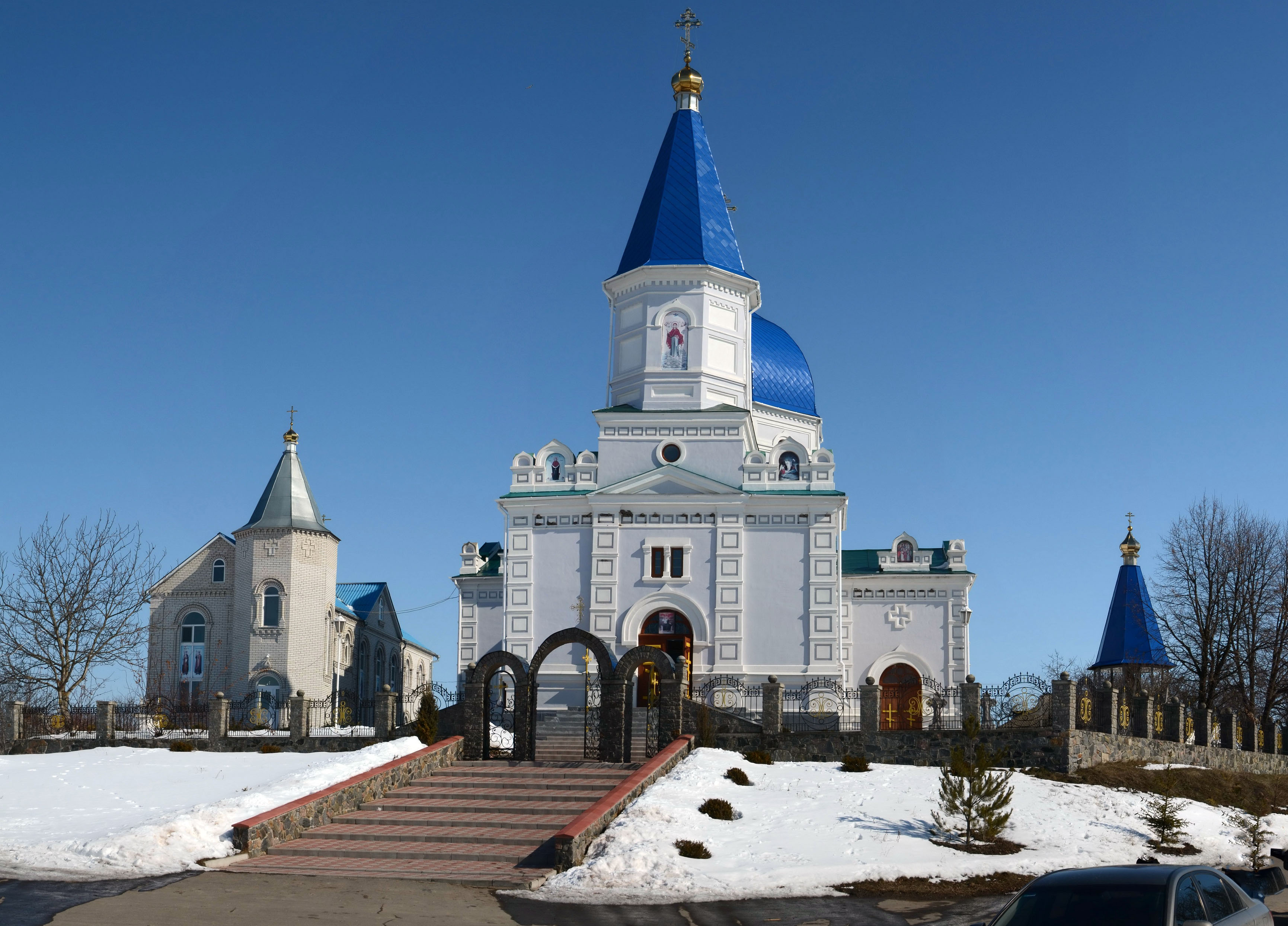
Церква Івана Богослова взимку

- Церква Івана Богослова 19 століття. При церкві діє Рогівський жіночий монастир (відкритий у 2005 році).

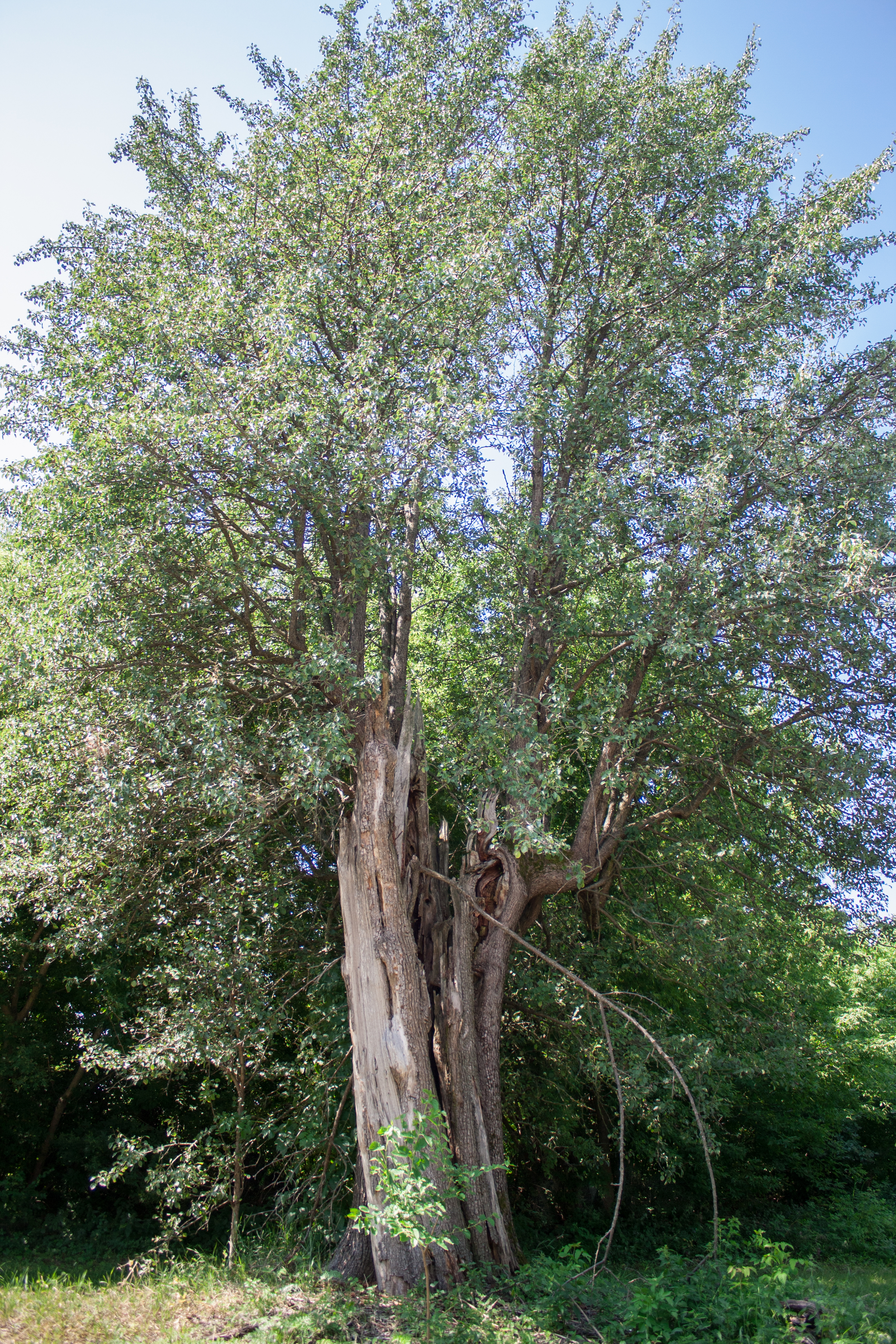
Вікове дерево груші на західній околиці села

### Пам'ятки природи
- Вікове дерево груші

## Сучасність
У селі діють  школа 1-3 ступенів, Будинок культури, бібліотека, дитячий садочок «Барвінок», медичний пункт, відділення зв'язку, ощадна каса, 5 магазинів.
На землях ведуть роботи 6 фермерських господарств, 2 земельні товариства, приватне господарство.